# Natur und Liebe
Natur und Liebe. Vom Urtier zum Menschen ist ein Film von Ulrich K. T. Schulz von 1927, der die Entwicklung des Lebens von der Entstehung bis zum modernen Menschen zeigt.

## Hintergründe
Der Biologe und Filmemacher Ulrich K. T. Schulz hatte bereits zahlreiche Filme zur Entwicklungsgeschichte und zu weiteren biologischen Themen gemacht.
Natur und Liebe war sein umfassendstes und wichtigstes Werk.
Die Szenen der steinzeitlichen Menschen wurden im Pfahlbaumuseum Unteruhldingen gedreht.
Am 20. Dezember 1927 wurde Natur und Liebe im Ufa-Pavillon in Berlin unter einem großen Interesse von Medien uraufgeführt.

## Wirkungen
Der Illustrierte Film-Kurier berichtete ausführlich über den Film, mit vielen Fotos, ebenso weitere Zeitschriften und Zeitungen.
Natur und Liebe wurde in den folgenden Jahren auch in Lehrveranstaltungen in Schulen und weiteren Orten gezeigt. Es kam deshalb zu Beschwerden von Eltern, Lehrern und Behörden gegen Szenen mit barbusigen Frauen in den steinzeitlichen Szenen und der Frau ohne Unterleib auf dem Jahrmarkt, die jedoch von den Zensurbehörden abgewiesen wurden. Sogar der Preußische Landtag beschäftigte sich 1931 mit dem Film.
Nach 1933 sind keine Vorführungen mehr bekannt, auch nicht nach 1945.